# 진전초등학교 여항분교
진전초등학교 여항분교는 대한민국 경상남도 창원시 마산합포구 진전면 의산삼일로 234-23 (고사리)에 있었던 공립 초등학교이다.

## 연혁
- 1919년 5월 2일 사립 창동학교(昌東學校) 설립
- 1924년 4월 7일 함안군 여항공립보통학교(4년제) 개교
- 1937년 3월 31일 6년제 인가
- 1938년 4월 1일 여항제1공립심상소학교로 개칭
- 1941년 4월 1일 여항제1공립국민학교로 개칭
- 1985년 3월 7일 병설유치원 개원
- 1989년 1월 1일 행정구역 변경으로 의창군 편입(진해시교육청 산하)
- 1995년 1월 1일 마산시교육청 소속으로 변경
- 1996년 3월 1일 여항초등학교로 개칭
- 1999년 2월 19일 제72회 졸업식(11명, 총 3,503명)
- 1999년 3월 1일 진전초등학교 여항분교로 편입
- 1999년 9월 1일 진전초등학교로 통폐합

## 역사
1919년 3.1독립 운동때 옥고를 치른 애국지사 지재 김상집 (志齋 金祥集)선생과 안암 전익진(仁菴 田益鎭) 선생께서 후세 교육의 중요성을 인식하고 전 재산을 희사하여 여항면 거락 부락에 있던 서재를 헐러 오늘날 여항초등학교에 신학문 중심으로 교육을 펼친학교이다. 일제 강점 당시 사립 창동학교에서 여항공립학교의 승격 과정까지 일제의 탄압으로 인해 온갖 풍상과 고난이 있었다. 학교는 1999년 73회 졸업생 배출을 끝으로 폐교되었으며 이후 여항청소년수련원으로 사용되었으나 유서 깊은 역사적 현장임에도 불구하고 관리가 굉장히 미흡한 실정이다.